# Мирный (Хакасия)
Ми́рный — село в Ширинском районе республики Хакасия. Входит в Коммунаровский сельсовет.

## География
Расположено село на левом берегу реки Большая Сыя.

## История
Ранее входил под наименованием Лесозавод в состав посёлка Коммунар.

## Население
| 2010 |
| ---- |
| 63   |

## Экономика
Лесная промышленность.
Туризм.
В окрестностях Мирного расположено форелевое рыбное хозяйство.